# أبراهام كوروندو تافويا
أبراهام كوروندو تافويا (بالإسبانية: Abraham Coronado Tafoya)‏ (28 يناير 1992 في المكسيك - ) هو لاعب كرة قدم مكسيكي في مركز الدفاع. شارك مع منتخب المكسيك تحت 17 سنة لكرة القدم. أما مع النوادي، فقد لعب مع نادي تولوكا ونادي غوادالاخارا ونادي نيكاكسا وأتلاتيكو إيرابواتو وCoras FC ‏.

## وصلات خارجية
- أبراهام كوروندو تافويا على موقع قاعدة بيانات كرة القدم.إي يو (الإنجليزية)
- أبراهام كوروندو تافويا على موقع Soccerway.com (الإنجليزية)
- أبراهام كوروندو تافويا على موقع AS.com (الإسبانية)